# 滇吾
滇吾（?—?）又作填虞。东汉烧当羌首领。烧当羌豪滇良的儿子。
开始跟随父亲经营大榆中（今青海省贵德一带），约56年，滇吾继位後，该部落日趋强盛。57年秋，滇吾率部入侵陇西郡，在允街击败陇西太守刘盱。原来在陇西郡为汉朝守卫边疆的羌人全部反汉，败汉军于枹罕。刚刚即位的汉明帝诏命谒者张鸿率兵讨伐羌人。张鸿在允吾县被打败，全军覆没。十一月，汉明帝又派中郎将窦固与捕虏将军马武率领四万兵众讨伐羌人。58年七月，马武等在西邯（今青海尖扎县东）打败烧当羌，其他叛乱的羌人部落悉数投降或者逃散。滇吾第二年投降，亲自朝见汉明帝，汉朝将其众七千口置于三辅、后降者迁到陇西南安。护羌校尉窦林将滇吾译成滇吾、滇岸两名，說當初是滇吾与他弟弟滇岸率部入侵陇西郡，称两豪归降。汉明帝得知实情后，将他免官。滇吾死后，其子东吾、迷吾继立。
| 前任： 滇良 | 烧当羌首领 1世纪中叶 | 繼任： 东吾 迷吾 |